# El diablo, el santo y el tonto
El diablo, el santo y el tonto es una película de comedia y drama mexicana de 1987, dirigida por Rafael Villaseñor Kuri y protagonizada por Vicente Fernández, Eulalio González «El Piporro», Sasha Montenegro y Carmelita González. Ésta es la única película en la que Fernández realiza un papel triple.

## Argumento
Antes de morir, un viejo hacendado mujeriego (Piporro) revela a su hijo Refugio (Vicente Fernández) que tiene dos medios hermanos (también interpretados por Fernández), a quienes tiene que buscar para repartir la herencia (la cantina, el hospital y el rancho). Los tres hermanos son idénticos pero de caracteres muy distintos, lo cual ocasiona malos entendidos entre ellos cuando no se reparte correctamente la herencia.

## Reparto
- Vicente Fernández como Refugio Romero / Mariano Romero / Carmelo Romero
- Sasha Montenegro como Alma
- Pedro Weber 'Chatanuga'
- Martha Ortiz como Teresa
- Felipe Arriaga como Sotero
- Patsy Pepping como Raquel
- Carmelita González
- Tito Guillen
- Luz María Rico
- Oralia Olvera
- Guillermo Lagunes
- Paco Sañudo
- Gerardo Moscoso
- Luis Bravo Sosa
- Xorge Noble
- Leticia Santander
- Francisco Tostado
- Alexa Castillo
- Carlos Canto
- Cecilia Hernández
- Rafael Fernández
- Estela Salomón
- Eulalio González «El Piporro» como Don Trinidad
- Perla Díaz (no acreditada)

## Banda sonora
- El Diablo, el Santo y el Tonto, escrita por José Vaca Flores e interpretada por Vicente Fernández 
Courtesia de  C.B.S. Internacional
- De un rancho a otro, escrita por Jesus Nila Aguirre e interpretada por Vicente Fernández
Courtesia de  C.B.S. Internacional
- Corrido de Monterrey, escrita por Severiano Briseño e interpretada por Vicente Fernández
Courtesia de C.B.S. Internacional
- Cielito lindo, escrita por Quirino Mendoza e interpretada por Vicente Fernández
Courtesy of C.B.S. Internacional
- Meliton el abuson, escrita por Eulalio Gonzalez e interpretada por Vicente Fernández